# Comostolopsis fluorita
Comostolopsis fluorita är en fjärilsart som beskrevs av Louis Beethoven Prout 1927. Comostolopsis fluorita ingår i släktet Comostolopsis och familjen mätare. Inga underarter finns listade i Catalogue of Life.